# Batrachyla leptopus
Batrachyla leptopus là một loài ếch trong họ Leptodactylidae.
Nó được tìm thấy ở Argentina và Chile.
Các môi trường sống tự nhiên của chúng là rừng cận Nam cực, rừng ôn đới, vùng cây bụi ôn đới, đầm nước, đầm nước ngọt có nước theo mùa, vườn nông thôn, và hố lộ thiên. Loài này đang bị đe dọa do mất môi trường sống.